# Heràgores
Heràgores (grec antic: , Ἡραγόρας, llatí: Heragoras) fou un historiador grec de data incerta que va escriure una obra anomenada  Μεγαρικά sobre la Megàrida que és esmentada per Eudòxia i en uns escolis d'Apol·loni de Rodes, on és anomenat Hesàgores.